# سازمان توسعه زنان
سازمان توسعه زنان (WDO) یک سازمان تخصصی بین دولتی و یکی از بازوهای سازمان همکاری اسلامی (OIC) در ترویج برابری جنسیتی است. این سازمان در سال 2005 تأسیس شد، اساسنامه آن در سال 2010 تصویب شد و فعالیت های آن به طور رسمی پس از افتتاح دفتر مرکزی آن در قاهره، مصر در سال 2021 آغاز شد. تمرکز این سازمان بر توانمندسازی زنان و دختران در زمینه های سیاسی، اجتماعی، آموزشی و فرهنگی است. در حال حاضر 19 کشور عضو است و به دنبال گسترش عضویت خود در بین کشورهای همکاری اسلامی است.

## اهداف سازمان
- تاکید بر نقش اسلام در حفظ حقوق زنان مسلمان به ویژه در مجامع بین المللی که این سازمان در آن شرکت می‌کند.
- تدوین طرح‌ها، برنامه‌ها و پروژه‌های لازم برای اجرای سیاست‌ها، جهت‌گیری‌ها و تصمیمات سازمان همکاری اسلامی در زمینه توسعه، رفاه و توانمندسازی زنان در جوامع کشورهای عضو.
- سازماندهی کنفرانس ها، سمینارها، کارگاه ها و جلسات مربوط به توسعه زنان در کشورهای عضو.
- برگزاری دوره‌ها و برنامه‌های آموزشی با هدف توانمندسازی زنان برای ایفای نقش خود در خانواده و جامعه از طریق ارتقاء و ارتقای توانمندی‌ها، مهارت‌ها و شایستگی‌های آنان در زمینه رشد زنان.
- حمایت و تشویق تلاش های ملی در داخل کشورهای عضو با هدف توسعه منابع انسانی در زمینه توسعه زنان.
- سازماندهی فعالیتهایی با هدف ارتقای نقش زنان و تضمین دسترسی به حقوق کامل آنها در جوامع کشورهای عضو، در راستای منشور سازمان همکاری اسلامی و تصمیمات آن.
- انجام مطالعات با هدف ارتقای نقش زنان در کشورهای عضو.
- فعال سازی حقوق زنان مندرج در منشور سازمان همکاری اسلامی (OIC) با تلاش برای رفع محدودیت ها؛ چه چیزی زنان را قادر به مشارکت در ساختن جامعه می‌کند.
- پیشنهاد راه ها و روش هایی که جامعه از طریق آن بتواند از زنان حمایت کند.
- ایجاد یک شبکه اطلاعاتی که کشورهای عضو را قادر می سازد تجارب و شیوه های مربوط به زنان از جمله همکاری با جامعه مدنی را شناسایی کنند.

## کشورهای عضو
- بحرین
- بنگلادش
- بورکینافاسو
- کامرون
- جیبوتی
- مصر
- گابن
- گامبیا
- گینه
- لیبی
- کویت
- مالدیو
- موریتانی
- نیجر
- پاکستان
- فلسطین
- سنگال
- امارات متحده عربی
- یمن